# 瑞金二路街道
瑞金二路街道是中国上海市黄浦区下辖的一个街道办事处。位于原卢湾区西北部，北到延安中路，南到建国中路，东到重庆南路，西到陕西南路，面积1.93平方公里，户籍人口7.77万人（2008年）。下辖16个居委会。
淮海中路中段位于瑞金二路街道辖区，沿线是卢湾区的中心地域，1914年被划入上海法租界，到1930年代已经形成繁盛的商业街，设有高级酒店、电影院、回力球场以及白俄开设的各种店铺。1990年代以后经过改建，更为繁盛，仍为上海的时尚商业区。
瑞金二路街道办事处驻思南路33号。

## 行政区划
瑞金二路街道以下地区：
雁荡居委会、延中居委会、巨鹿居委会、锦江居委会、南昌居委会、茂名居委会、淮中居委会、长乐居委会、香山居委会、永嘉居委会、思南居委会、陕建居委会、瑞成居委会、瑞兴居委会、建德居委会、瑞雪居委会。